# Wuktył
Wuktył (ros. Вуктыл) – miasto w północnej Rosji, na terenie wchodzącej w skład tego państwa Republiki Komi, w północno-wschodnim skrawku kontynentu europejskiego.
Miejscowość liczy 14 031 mieszkańców (1 stycznia 2005 r.).